# Anemia colimensis
Anemia colimensis är en ormbunkeart som beskrevs av John T. Mickel. Anemia colimensis ingår i släktet Anemia och familjen Anemiaceae. Inga underarter finns listade.